# فربيون صلب
الفربيون الصلب (باللاتينية: Euphorbia rigida) نوع نباتي يتبع جنس الفربيون من الفصيلة اللبنية.

## الموئل والانتشار
ينتشر في حوض البحر الأبيض المتوسط بما في ذلك المشرق العربي والمغرب العربي وبعض مناطق أوروبا.